# Ibiracatu
Ibiracatu este un oraș în Minas Gerais (MG), Brazilia.